# Gegants Coloms de Sant Andreu de Palomar
Gegants Coloms de Sant Andreu de Palomar són dos gegants, en Colom i la Coloma, vinculats al barri de Sant Andreu de Palomar i trenquen físicament, la imatge del gegant tradicional. Són mig ésser humà mig ocell: tenen un cos humà nu i cap i ales de colom.
La construcció de la parella de gegants fou iniciativa de la Germandat de Trabucaires, Geganters i Grallers de Sant Andreu de Palomar, després del deteriorament d'en Jordi i la Rosa, uns gegants de motxilla del barri fets de manera casolana que tingueren una vida molt curta. Aleshores l'entitat decidí de crear uns gegants nous que s'identifiquessin amb el barri, amb motius referits als coloms pel topònim Palomar, que fa referència a l'abundància de colomars que hi havia a l'antic terme parroquial. Encarregaren la tasca al mestre imatger de Cardona Toni Mujal, que els enllestí el 1989, i s'estrenaren aquell mateix any a les festes del barri.
Després d'anys de balls i passejades, decidiren d'ampliar la família. El 2005 la Coloma va pondre un ou que es va poder veure en les sortides de la parella durant nou mesos. Finalment, el 10 de juny de 2006 en va sortir el gegantó Galtetes, l'únic fill de la parella, i, d'aleshores ençà, és ben habitual de veure'ls tots tres junts.
Els Gegants Coloms també tenen ball propi: la «Marcha do Entrelazado de Allariz», una cançó tradicional gallega adaptada per Carlos Núñez. Hom els pot veure passejar i dansar cada any a la Festa Major de Sant Andreu, juntament amb les altres figures del barri. També surten en nombroses cercaviles i trobades de gegants, tant a Barcelona com a fora.